# Château de Lavardin
 (août 2022).
Si vous disposez d'ouvrages ou d'articles de référence ou si vous connaissez des sites web de qualité traitant du thème abordé ici, merci de compléter l'article en donnant les références utiles à sa vérifiabilité et en les liant à la section « Notes et références ».
Le château de Lavardin est un ancien château fort, dont l'origine remonte au XIe siècle, de nos jours ruiné, dont les vestiges se dressent sur la commune française de Lavardin dans le département du Loir-et-Cher, en région Centre-Val de Loire.
Construit à partir du début du XIe siècle par les premiers seigneurs de Lavardin, le château fut vendu au comte de Vendôme vers 1130, dont il devint la principale forteresse à partir de la fin du XIIe siècle. Complètement remanié à la fin du XIVe et au cours du XVe siècle, il fut enlevé aux Ligueurs en 1590, puis démantelé l'année suivante sur ordre d'Henri IV, duc de Vendôme et roi de France.
Les vestiges du château font l’objet d’un classement au titre des monuments historiques par arrêté du 21 novembre 1945.

## Localisation
Les vestiges du château sont situés entre Vendôme et Montoire, et s’étagent sur un promontoire rocheux qui longe le Loir sur sa rive gauche, au-dessus du village de Lavardin, dans le département français de Loir-et-Cher.

## Historique
Lavardin se fortifie à la fin du xe siècle dans le cadre d'une ligne de fortification édifiée dans la vallée du Loir pour lutter contre les Normands selon la volonté de Charles le Chauve. Le comte de Vendôme, Bouchard cède alors cette place forte au comte d'Anjou Foulques Nerra. Un des vassaux du comte d'Anjou, Hugues d'Amboise, filleul d'Hugues Capet, entre en possession de cette forteresse et de cette seigneurie à la fin du xe siècle en épousant l'héritière.
Son neveu Salomon fonde en 1030 le Prieuré Saint-Gildéric. Au xIe siècle, son successeur Hervé de Beaugency (appelé par la suite de Lavardin) ou Salomon II son petit-fils fait construire dans cette forteresse le premier donjon, domicilium de pierre (comme au château de Langeais). Le permettant de protéger les paysans de la seigneurie. En effet, pendant plusieurs décennies la seigneurie de Lavardin est en guerre avec celle de Montoire. C'est pendant une bataille entre Hamelin de Montoire et Aimeric de Lavardin  dans la plaine de Villavard que se fonde la légende à l'origine du pèlerinage de la Vierge Noire de Villavard.
Ce même Aymeric vend la seigneurie à Mathilde de Châteaudun comtesse de Vendôme, et Richilde héritière de la seigneurie épousera le comte Jean Ier de Vendôme ce qui liera encore plus les deux familles.
Le château est entièrement reconstruit par Bouchard de Lavardin futur Bouchard IV de Vendôme pendant la seconde moitié du XIIe siècle.
Durant la guerre que se livraient Henri II d'Angleterre et Philippe Auguste, Richard Cœur de Lion vint mettre, en 1188, le siège du château de Lavardin. Le roi de France vint prêter main-forte aux milices de Montoire et de Lavardin qui se sont alliés, obligeant les troupes anglaises à lever le siège. Cet échec prouve que les travaux étaient suffisamment avancés pour résister au siège d’un futur souverain.

### Les travaux desBourbon-Vendôme(fin XIVe-XVe siècle)
Le donjon a été réaménagé et embelli par les comtes de Vendôme, entre la fin du XIVe et le milieu du XVe siècle , en une tour-palais.
Vers 1380, Jean VII de Bourbon-Vendôme, comte de Vendôme lance la reconstruction du château qui sera terminé par son petit fils le comte Jean VIII
L'essentiel de ces travaux est attribué à Louis Ier, comte de Vendôme (1393-1446).Celui-ci par cette reconstruction faisait une remise en état de ça forteresse et aussi montrait sa puissance, Louis Ier de Bourbon-Vendôme par ce donjon s’inspirent des grandes constructions princières de son temps que furent le Château de Vincennes et le Louvre. Le premier, par son donjon, étant lui-même une tour résidence il est probable qu’il en fut un modèle de premier plan. Le donjon fut probablement restructuré pour ce qui est des fenêtres, des voûtes et de l’escalier entre 1400-1415, la bataille d’Azincourt mettant probablement un terme aux travaux par la capture du comte et de sa longue captivité à la Tour de Londres.
Les cheminées furent quant à elles probablement posées après la captivité de Louis Ier de Bourbon-Vendôme entre 1425-1431, ces cheminées semble s'inspirer de celle de la grande salle du château de Chinon demeure principale de Charles VII où Louis du se rendre souvent pour ses fonctions de grand maître de France .

#### Une visite royale: la venue deCharles VII
Le comte Jean VIII accueille en 1448 le roi Charles VII et Agnès Sorel. Ce comte a terminé la restauration du château. Depuis Lavardin, le roi gère la reconquête du Mans - qui tombe le 15 mars - et y signe une trêve « la trêve de Lavardin » avec les Anglais. S'ensuivent des fêtes dans tout le château et dans toute la ville (la population de Lavardin était à l'époque bien plus importante qu'aujourd’hui). Une légende raconte que ce serait à Lavardin que le roi Charles VII aurait offert à Agnès Sorel les premiers diamants de France (ce qui est impossible puisque la dame de beauté les aurait reçus quelques années plus tard).

#### La disgrâce deJean VIII de Bourbon-Vendôme
Le comte de Vendôme disgracié par Louis XI fait du château de Lavardin sa dernière demeure, y mourant en 1477. Une légende raconte que ce dernier y serait mort d’une lettre empoisonnée envoyée par Louis XI.

### DuXVIesiècleà nos jours
En 1516 la peste ravage Vendôme par conséquent les moines de la collégiale Saint-Georges se retirent au village de Rocé qui à son tour sera touché par la maladie. À la suite de cela ils se retireront à Lavardin ; protégés par le château la peste ne les atteignit pas en cet endroit
En 1581, plus de 300 habitants seraient victimes d'une épidémie de peste, nous ne savons pas si la population du château fut touchée.

#### Siège du château par le prince de Conti en 1590
En cette fin du XVIe siècle le château se retrouve dans les conflits entre protestants et ligueurs.
En octobre 1589, Henri IV (duc de Vendôme par son père) échoue à reprendre Paris. Il se porte alors vers la province, avec une armée diminuée (beaucoup de ses commandant sont renvoyés dans leur gouvernement) pour reprendre les villes acquises à la Ligue. Le roi veut rejoindre la Loire. Sur la route, il reprit divers places fortes puis se porta sur Vendôme, capitale de son duché. Le château et la ville sont repris le 19 novembre 1589 . À la suite de cela le château de Lavardin, qui est aussi aux mains des ligueurs, se rend dès le lendemain de la prise de Vendôme, suivi de trois ou quatre autres châteaux, dont celui de Montoire. Mais l'année suivante, dès que Henri IV fut occupé au siège de Paris les ligueurs reprirent le château, avec à leur tête le capitaine Du Vigneau. Alors  François de Bourbon, prince de Conti, premier prince du sang, vint mettre le siège devant le château de Savigny-sur-Braye, qu'il reprit rapidement, puis se porta sur Lavardin. Il était secondé par plusieurs capitaines : Gilles de Souvré marquis de Courtanvaux, du comte de La Rochepot Antoine de Silly, et des sieurs du Fargis et de Pouilly.
L'artillerie fut installée, et une brèche fut faite, probablement dans la grosse tour flanquant le donjon à l'ouest . Mais cette brèche n'étant pas suffisante, et par manque de munition, le siège continua. Le sire du Fargis, gouverneur du Mans fut blessé alors qu'il faisait une reconnaissance au pied d'une tour, il mourut des suites de ses blessures au Mans. [Du] Vigneau et les siens se défendirent fort bien, mais après trois semaines de siège ils capitulèrent alors qu'un nouvel assaut aller être mené contre le château. La capitulation est signée le 23 novembre 1590, par Souvré, Louis de Bueil de Racan (maréchal de camp du prince de Conti), La Rochepot et le prince de Conti au nom du roi. Le zèle des ligeurs à défendre le château explique les conditions honorable dans lesquels ils purent se rendre, avec leurs chevaux, armes et bagages, la mèche allumée, le tambour sur l'épaule.
C'est à la suite de cette prise que le château est démantelé et que les pierres servirent aux habitants pour leurs constructions. Le domaine fut vendu et oublié pendant des siècles.
Au XIXe siècle, Napoléon III envisage de faire reconstruire le château par Eugène Viollet le Duc. Selon une légende, l'empereur se trouvait dans une position hésitante entre la restauration du château de Pierrefonds, en Picardie et celui-ci. L'impératrice Eugénie lui aurait suggéré de faire un tirage au sort, dont le nom de Pierrefonds découle. En effet, afin de répondre à sa préférence, elle aurait inscrit ce nom sur les deux documents.
Le château est classé une première fois monument historique sur la liste de 1862 avec l’église Saint-Genest de Lavardin puis son propriétaire le fera déclasser au début du XXe siècle. Enfin le château sera classé définitivement en 1945.

## Description
Le château est bâti sur un long éperon en triangle aigu sur le bord du plateau qui longe Le Loir, formé par le vallon d'un affluent de la rivière. Au point le plus élevé, on a creusé un fossé joignant les deux ravins.
Le premier château, celui de Salomon de Lavardin, au début du XIe siècle, paraît avoir été constitué d’une tour de bois sur motte, protégeant un logis seigneurial établi au sommet du promontoire. La forteresse des comtes de Vendôme (XIIe – XVe siècles), échelonnée en escalier vers la pointe sur 170 m de long, se composait de trois ou quatre enceintes entourant un donjon quadrangulaire à contreforts du XIIe remanié au XIVe siècle, le tout bâti sur trois paliers rocheux retaillés au Moyen Âge pour en accroître la verticalité. Au pied du château, entre le promontoire et le Loir, une dernière enceinte protégeait le prieuré Saint-Martin (Saint-Gildéric), fondé vers 1040 par le premier seigneur en titre de Lavardin, Salomon, dans un « bayle » extérieur (basse-cour). Durant le haut Moyen Âge, le promontoire qui portera le château a été occupé par un cimetière mérovingien ou carolingien, dont on a retrouvé plusieurs fosses taillées dans le rocher.
De la première enceinte (XVe siècle) subsiste un pan de muraille en contrebas du châtelet. Celle-ci était une fausse braie.

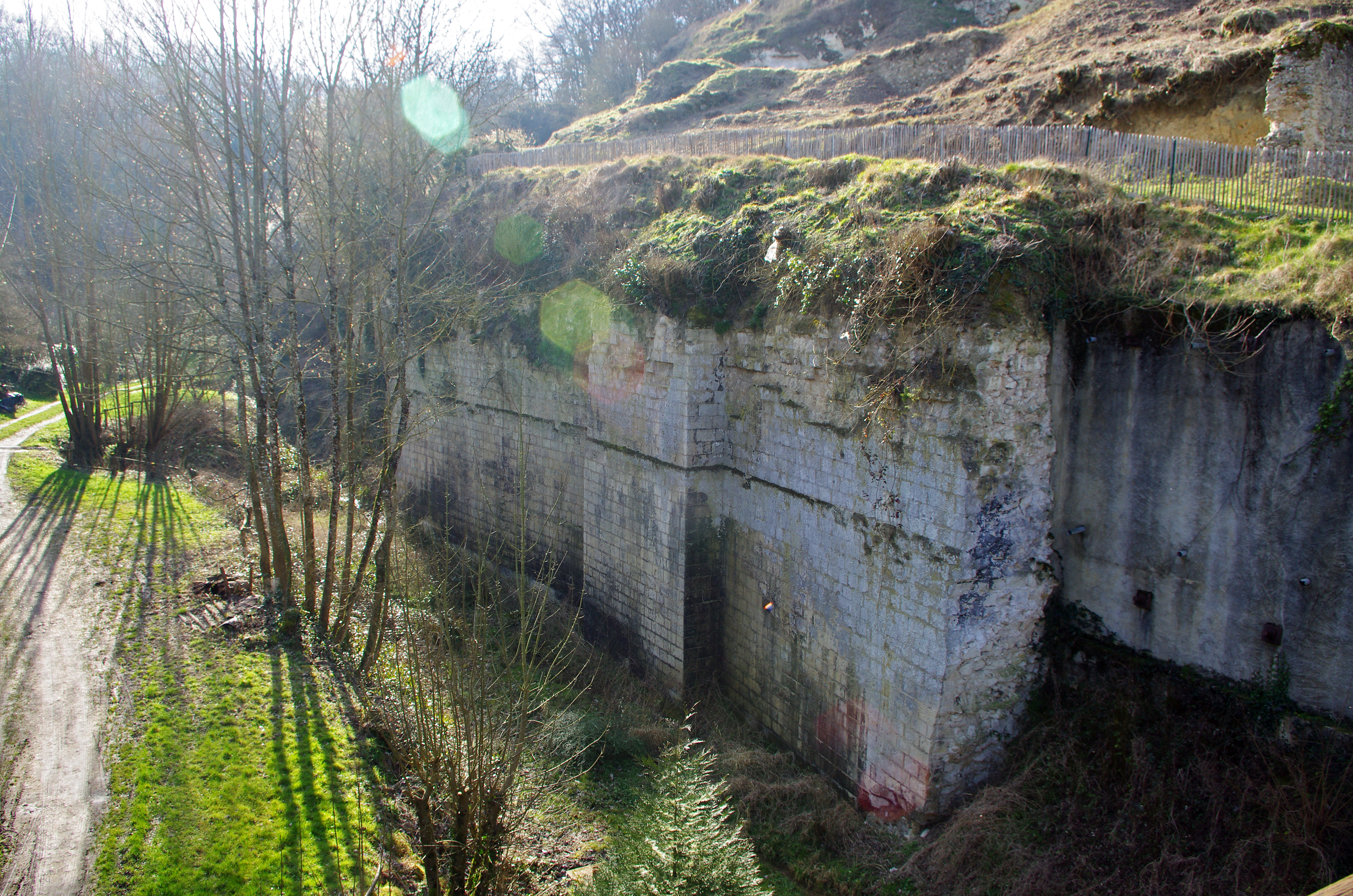
reste de la fausse braie.

De la seconde demeure une grande porte ou châtelet d’entrée ajoutée au XIVe siècle sur le flanc sud, dont on remarque les mâchicoulis de tradition bretonne et les embrasures pour le canon (vers 1400). Cette porte donnait accès au premier palier du promontoire affecté aux activités de la garnison et des serviteurs. Face à cette porte se trouvait un escalier accédant au second palier dont les premières marches sont visibles et notamment l’entrée des galeries et d’un grand cellier souterrain ; au nord du palier une cuisine troglodytique avec un four à pain.

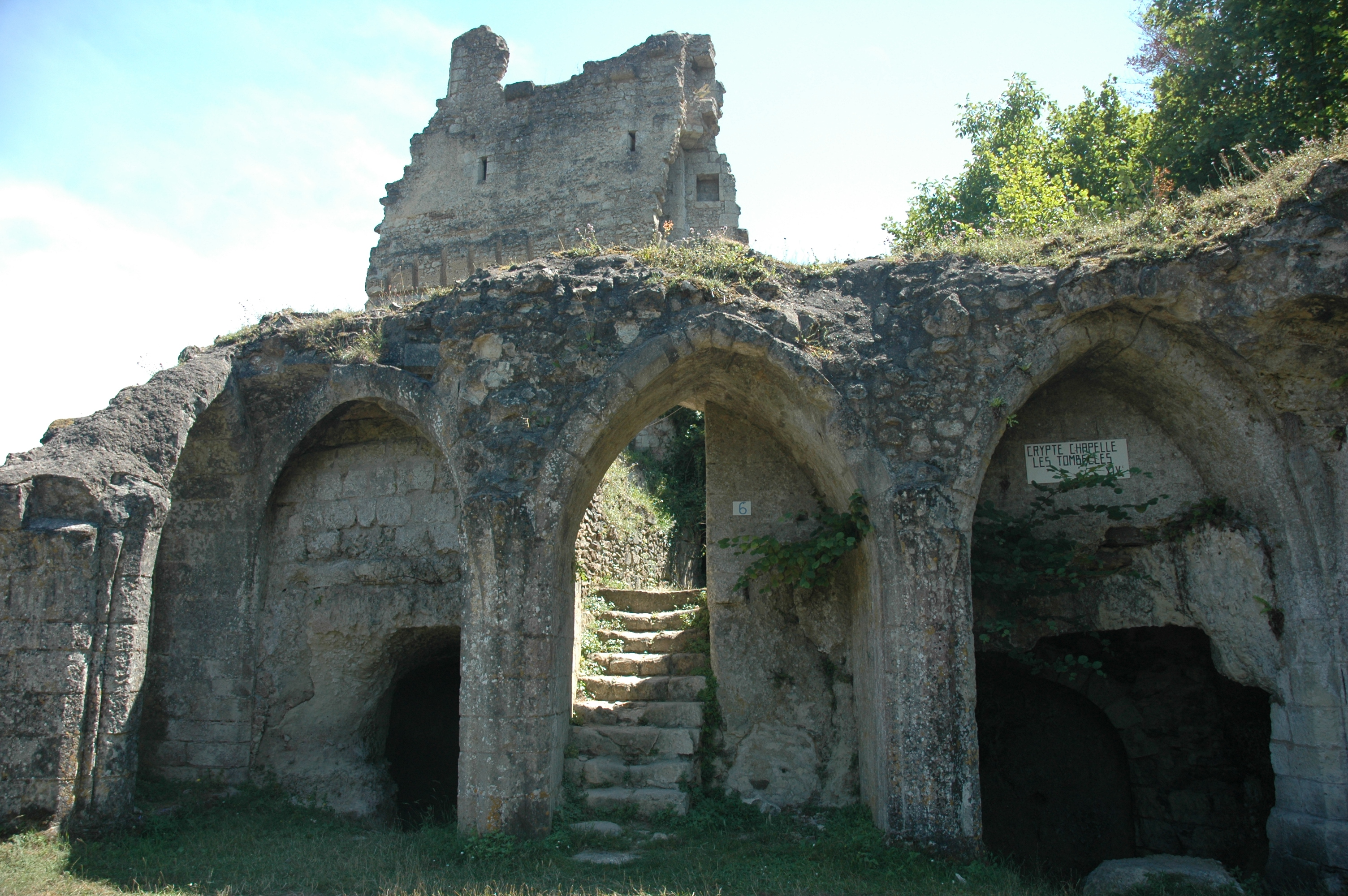
La crypte.

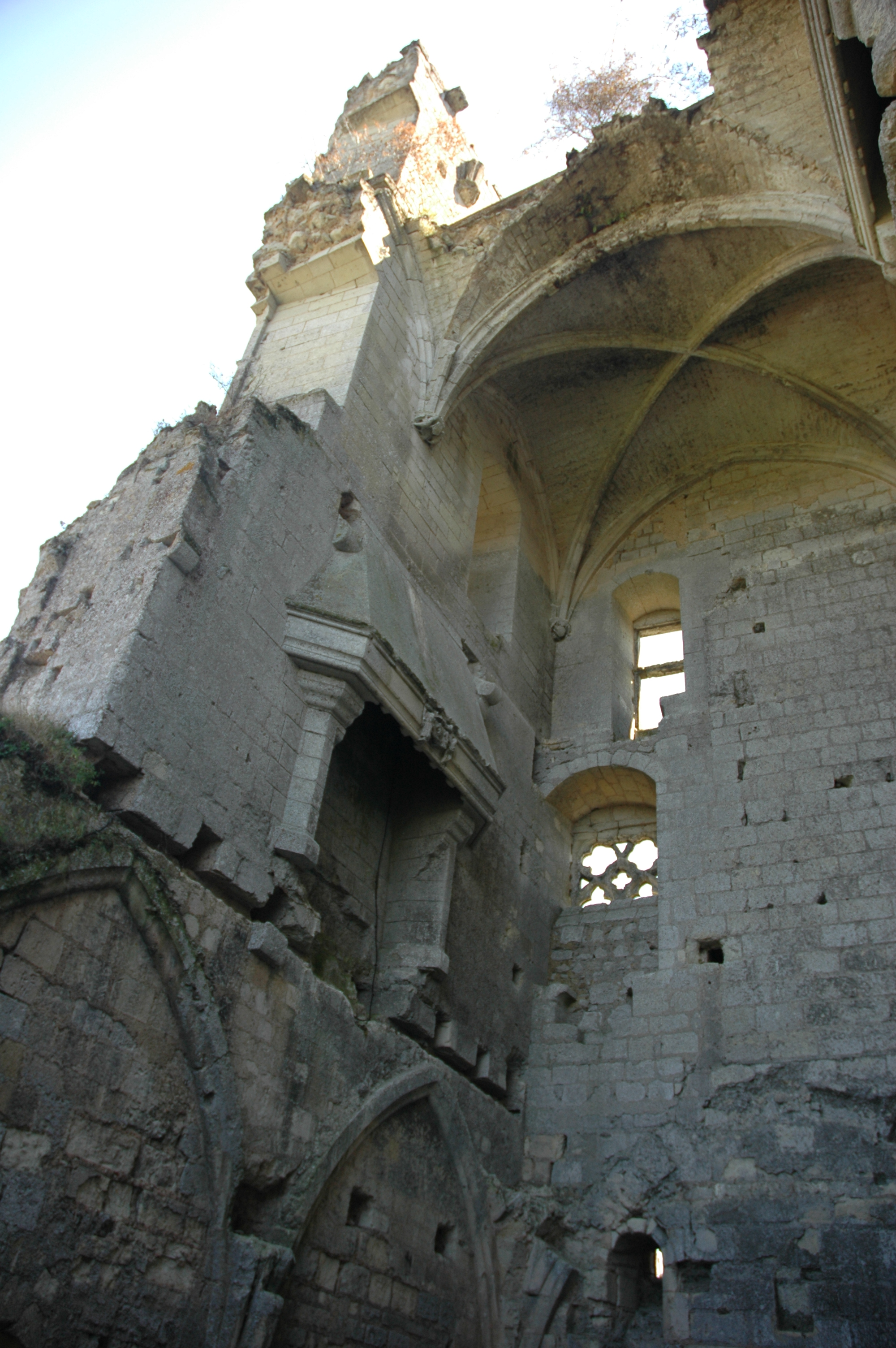
Intérieur du donjon.

Le second palier correspond à la troisième enceinte dirigée par une tour épousant la forme du rocher, sur ce palier étaient aménagés plusieurs logis. Ce palier était réservé aux hôtes de marque, voire le comte Jean VIII lui-même à la fin du XVe siècle.
À l'est, on trouve le logis (XIIe, XIVe – XVe siècles) qui est attribué au capitaine-châtelain ; au nord, ce qui pourrait être la crypte de la chapelle castrale (XVe siècle) ; au centre, un grand logis d'apparat bâti dans les dernières années du XVe siècle, à partir d’un logis plus ancien (XIIe siècle). Les éléments majeurs de ces logis étaient la chapelle située au nord, orientée Est-Ouest celle-ci était directement reliée à la grande salle du bâtiment la aula, puis un grand escalier tournant qui enserre cette salle au sud desservait les appartements, latrines, etc. Les restes remarquables de ces logis se trouvent dans l’escalier tournant : il en reste de remarquables voûtes aux armes des Bourbon-Vendôme, une niche de lampe à huile ornée de trois masques.

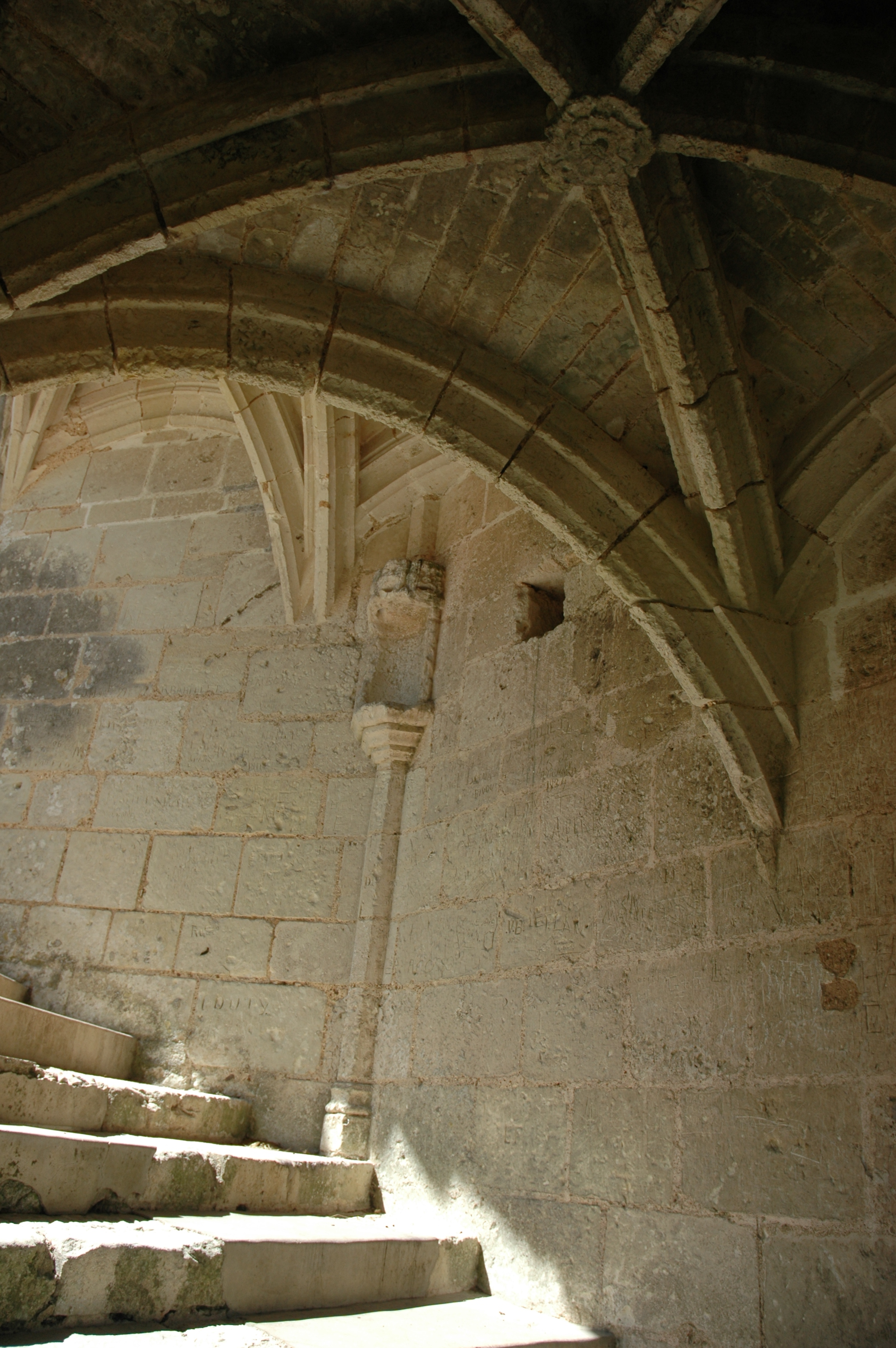
Escalier d'honneur des logis.

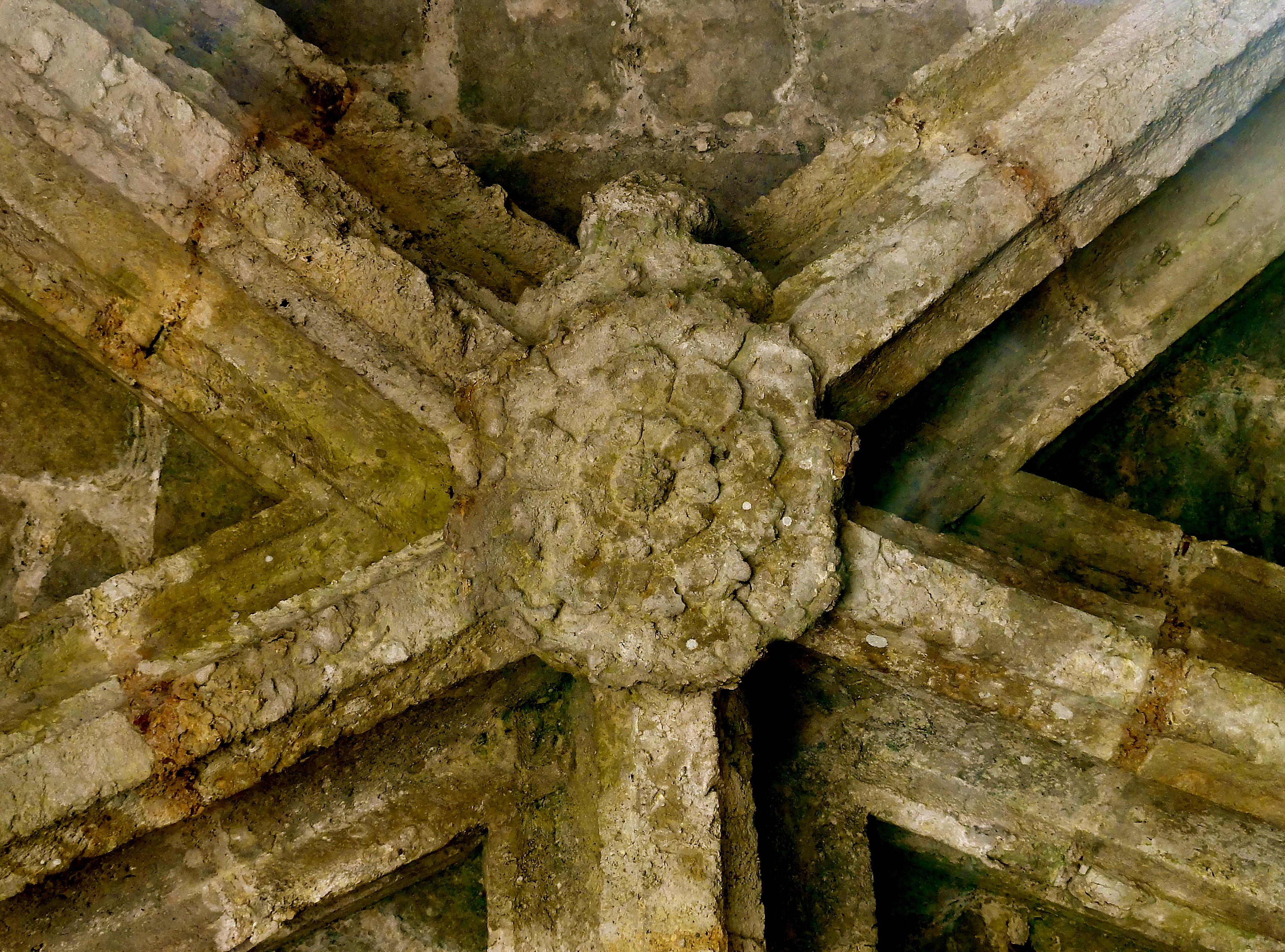
clef de voûte de l'escalier d'honneur des logis

Une salle de garde (fin XVe siècle), dont la voûte repose sur un pilier, est installée sous cet escalier afin de contrôler le passage dans les galeries souterraines.

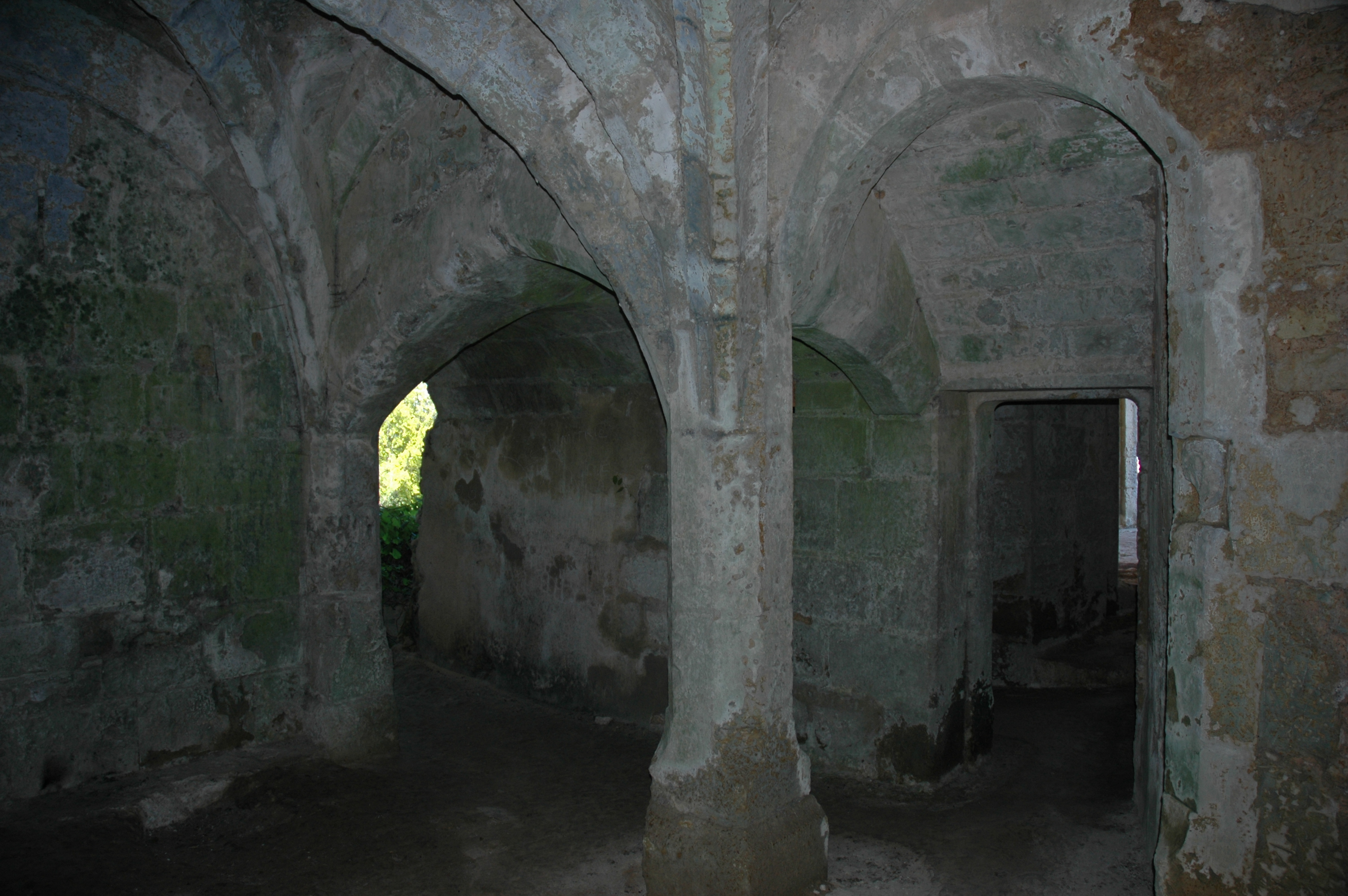
salle des gardes au pilier

Sur le dernier palier, protégé par une forte chemise (vers 1200-XVe siècle), percée d'embrasures pour le canon (XVe siècle), s'élève un imposant donjon rectangulaire (barlong) édifié au XIIe siècle. Cette construction est en partie fondée sur les murs du logis, ou domicilium, élevé par le seigneur de Lavardin, probablement dans les années 1070-1080, donc attribuable à Hervé de Beaugency (appelé de Lavardin à la suite de son accession à la baronnie). Renforcé de trois fortes tours entre la fin du XIIe siècle et les années 1200,
Du haut de ses 26 mètres, le donjon domine le village et la vallée, et il surplombe le Loir de plus de 40 mètres.
Au-dessus de la porte, on remarque les armes de Jean VII de Bourbon-Vendôme, comte de Vendôme de 1372 à 1393. Plus haut, on peut encore voir les restes de la porte donnant accès au premier étage du donjon depuis le sommet de la chemise. De l'intérieur, la vue d'ensemble est impressionnante. On note, au rez-de-chaussée, l’appareil très allongé du premier logis seigneurial, dans les étages une cheminée aux armes de Charles VII portées par deux anges (vers 1420), une fenêtre polylobée (XIVe siècle). On admire surtout les vestiges de l'escalier, installé vers 1400 dans une tour pleine cantonnant l’angle du donjon depuis la fin du XIIe siècle, et les voûtes du second étage (vers 1400-1415).
Sur les retombées des voûtes, on observe les armoiries de Louis II d'Anjou (1384-1417) et de la comtesse de Vendôme, Alix de Bretagne (décédée en 1377). Dans la tour cantonnant le donjon au sud-ouest est aménagé un étroit cachot, uniquement accessible par un puits (XVe siècle ?).
Les second et troisième paliers du promontoire sont creusés d'un réseau de galeries et d'escaliers souterrains permettant de circuler dans le château et d'atteindre le donjon et son fossé (au moins XIVe – XVe siècles). À l'ouest subsistent également des défenses avancées et une butte, dont ne sait encore s'il s'agit d'un tumulus protohistorique ou d'une motte protégeant le logis des premiers seigneurs au XIe siècle. Des travaux anciens ont montré que cette partie du site a été occupée depuis la Protohistoire, si ce n’est le Néolithique.
Un four à pain est attesté dans la basse-cour.

## Lieu de tournage
- L'Enfant-roi (1923)

## Fréquentation et tourisme
Nombre de visiteurs par an
| 2013  | 2021  |   |
| ----- | ----- | - |
| 1 385 | 4 975 | - |